# 大井俊博
大井 俊博（おおい としひろ）は、日本の教育者。英明フロンティア中学校・高等学校校長。
東京都立両国高等学校・附属中学校校長や昭和学院中学・高等学校校長、東京都高等学校体育連盟会長、全国高等学校体育連盟副会長を歴任している。

## 来歴
- 1974年 - 筑波大学入学
- 1978年 - 筑波大学体育専門学群卒業
- 2012年 - 東京都立両国高等学校・附属中学校校長に就任
- 2016年 - 昭和学院中学・高等学校校長に就任
- 2024年 - 東京女子学院中学校・高等学校（2025年、英明フロンティア中学校・高等学校に改称）校長に就任

## 人物
- 香川県出身である[2]。
- 大井自身は東京教育大学から筑波大学に移行した際の1期生である[2]。
- 高校まで剣道をしており、剣道教士七段でもある[1]。
- 昭和学院中学・高等学校では3カ年計画「昭和リバイバルプラン」として、2020年を「昭和イノベーション元年」と題し、新制服や新コース制など改革に取り組んで来た。
- 保健体育教師として、東京都立北野高校をはじめ、都立北園高校定時制課程教頭、都立小山台高校副校長、都立鷲宮高校校長、東京都教育庁人事部職員課主任管理主事を歴任している。
- 大井自身は出身高校を明かしていないものの、 香川県で進学校としてはナンバー3の高校だとしている[2]。